# Colin Beattie

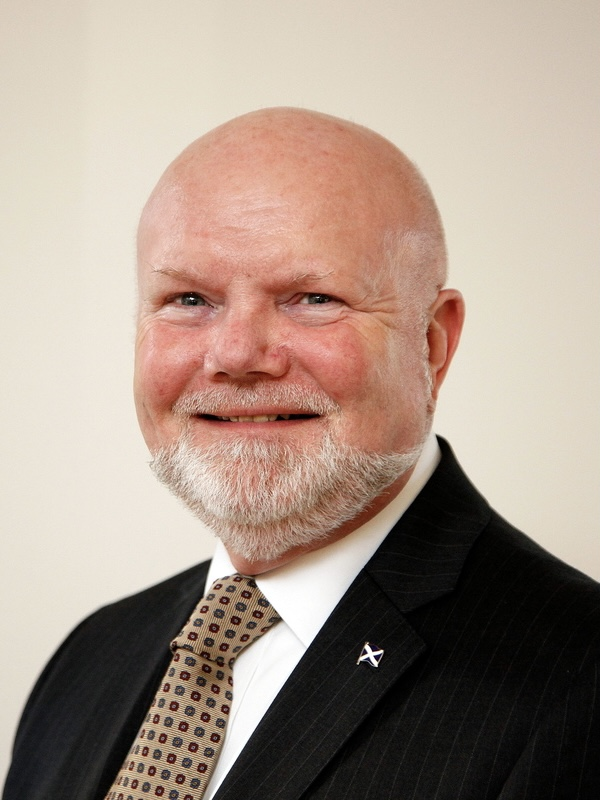
Colin Beattie

Colin Beattie (* 17. Oktober 1951 in Forfar) ist ein schottischer Politiker und Mitglied der Scottish National Party (SNP). Bei den Schottischen Parlamentswahlen 2011 gewann Beattie das Direktmandat in seinem Wahlkreis Midlothian North and Musselburgh und zog erstmals in das Schottische Parlament ein.
Er ist Vorsitzender (Convener) des Gesprächskreises Cross-party group on Germany im schottischen Parlament.

## Leben
Beattie besuchte die Forfar Academy. Nach einer Ausbildung im Finanzsektor arbeitete Beattie im Bankwesen sowie ab 1995 im Finanzwesen der Stadt London. Im Jahre 2007 wurde er in den Rat der Council Area Midlothian gewählt. Beattie wurde bei den Wahlen zum Schottischen Parlament im Jahre 2011 als Direktkandidat der SNP für den neugebildeten Wahlkreis Midlothian North and Musselburgh, der Teile der Council Areas Midlothian und East Lothian umfasst, aufgestellt und ging mit knapp 3000 Stimmen (etwa 10 %) Vorsprung vor dem Kandidaten der Labour Party Bernard Harkins als Gewinner des Wahlkreises hervor. Der Gewinn dieses Wahlkreises für die SNP war insofern bedeutsam, als es sich um eine Hochburg der Labour Party handelte.
Anfang November 2016 kündigte der Nahrungsmittelkonzern Mondelez an, aufgrund der gestiegenen Rohkakaopreise künftig die Abstände zwischen den Schokoladenecken in den von Mondelez produzierten Toblerone-Riegeln zu vergrößern. Danach gab es zahlreiche Konsumentenproteste. Obwohl ein Sprecher von Mondelez ausdrücklich erklärte, dass die Änderung nicht aufgrund des anstehenden EU-Austritts erfolge („This change wasn't done as a result of Brexit.“), stellte Beattie am 16. November 2016 einen Antrag im schottischen Parlament, dass die britische Regierung hier „beschleunigt handeln“ müsse („take speedy action“). Die Änderung sei „sinnbildhaft für die vernichtenden Konsequenten, die ein Brexit mit sich bringen könnte“.
Beattie ist Vorsitzender (Convener) des Gesprächskreises Cross-party group on Germany im schottischen Parlament.
Beattie ist verheiratet und Mitglied des Rotary Clubs in Dalkeith.

## Verhaftung
Beattie war seit 2004 mit einer kurzen Unterbrechung Schatzmeister der Scottish National Party (SNP). Als solcher wurde er am 18. April 2023 im Rahmen des Finanzskandals der Partei verhaftet und am gleichen Tag ohne Anklageerhebung wieder auf freien Fuß gesetzt.
Am 19. April gab er seinen Rücktritt vom Amt des Schatzmeisters bekannt.